# Species Clock
Die Species Clock (nach dem österreichischen Molekularmediziner Reinhard Stindl) ist ein alternatives Evolutionsmodell, das sowohl das Aussterben als auch die Neuentstehung von Spezies erklären kann. Anders als beim derzeit vorherrschenden und anerkannten Modell von Charles Darwin, folgt bei der Species-Clock-Hypothese die Evolution nicht dem „Survival of the Fittest Prinzip“, basierend auf Genmutationen und einer graduellen Veränderung des Phänotyps. Vielmehr entwickeln sich neue Arten durch eine punktuelle Phase von chromosomaler Instabilität, die durch eine Erosion der Schutzkappen von Chromosomen (=Telomere) ausgelöst wird. Die relativ neue Hypothese gehört zur Gruppe von Evolutionstheorien mit intrinsischen Ursachen und hat deshalb in der wissenschaftlichen Fachwelt derzeit eine Außenseiterrolle.

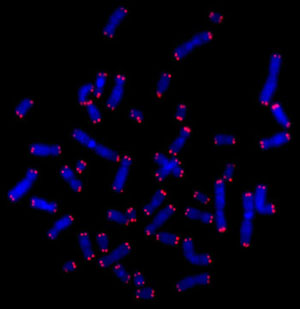
Telomere in rot, humane Chromosomen in blau

## Wie führen einzelne Genmutationen zu einer plötzlichen massiven Veränderung des Phänotyps?
Schon 1972 unterstrichen Stephen Jay Gould und Niles Eldredge in ihrem vielbeachteten Modell vom Punctuated Equilibrium, dass laut den weltweiten fossilen Funden die Veränderungen des Phänotyps einer Spezies sprunghaft und nicht kontinuierlich verlaufen. Das steht aber im Widerspruch zum vorherrschenden Modell, welches auf zufälligen einzelnen Genmutationen und einer Selektion für den „fitteren“ Phänotyp beruht. Wenn aber einzelne Genmutationen keine Auswirkungen auf den Phänotyp haben, kann auch nicht selektiert werden. Wie es dann aber zu diesen kurzen Phasen von massiver phänotypischer Veränderung kommt, ist bis heute noch ungeklärt. Das Species-Clock-Modell macht dafür die Telomer Erosion verantwortlich, die zu einer vorübergehenden Phase von instabilen Chromosomen führt.

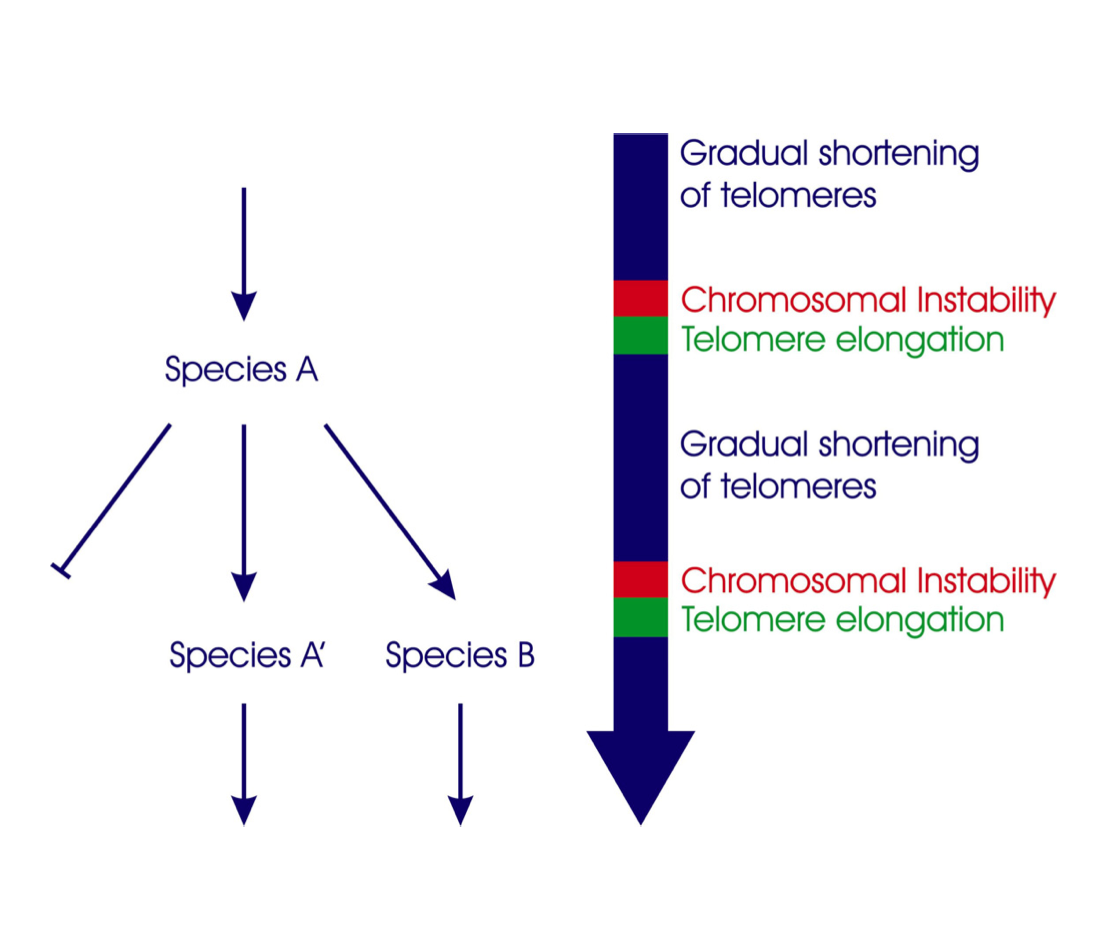
Species Clock Hypothesis - Reinhard Stindl 2004

## Genetische Evolution oder chromosomale Evolution
Damit eine neue Spezies entstehen bzw. weiterbestehen kann, bedarf es in der Regel einer reproduktiven Barriere, die kann extern bedingt sein (Bergkette oder großer Fluss) oder intern. Obwohl in der Vergangenheit unzählige Beispiele gefunden wurden, wie chromosomale Veränderungen zu reproduktiven Barrieren führen, wurde der Schwerpunkt der Forschung auf Genmutationen verlegt. Es ist aber eine bekannte Tatsache in der Humangenetik, dass unerfüllter Kinderwunsch sehr oft durch balancierte Chromosomenaberrationen bei einem der Partner verursacht wird. Erfreulicherweise ist die chromosomale Evolution mittlerweile mit neuen Hybridisierungstechniken wieder en vogue geworden, was man am Impactfactor der publizierten Artikeln ablesen kann. Eine schon lang bekannte Tatsache ist, dass 2 akrozentrische Chromosomen beim Schimpansen im menschlichen Genom zu einem einzigen metazentrischen Chromosom, nämlich Chromosom Nr. 2, fusioniert sind. Im Vergleich zum Schimpansen finden sich beim Menschen noch einige andere chromosomale Aberrationen, im Gegensatz dazu stimmt die genetische Sequenz aber zu 99 % überein.

## Erosion der Telomere als Ursache für das Altern
Die Telomere sind die Schutzkappen an den Enden der Chromosomen und bestehen zum größten Teil aus einer repetitiven DNA-Sequenz. Es ist mittlerweile in unzähligen wissenschaftlichen Untersuchungen bestätigt worden, dass sich im Laufe des Lebens eines Menschen in seinen somatischen Zellen diese Schutzkappen an den Chromosomen verkürzen (Telomer-Hypothese des Alterns). Normalerweise führen kurze Telomere zu einem Zellteilungsstopp und deshalb können Gewebe nicht mehr regeneriert werden. Somit wird die Telomer-Erosion für eine Reihe von altersassoziierten Krankheiten verantwortlich gemacht. Zum Beispiel kann es vermehrt zu Krebs in Körperzellen und zur Schwächung der Körperabwehr kommen. Laut dem derzeit vorherrschenden Modell kommt es aber kurz nach der Befruchtung von Eizellen immer zu einer Telomerverlängerung an allen Chromosomen und eine artenspezifische Telomerlänge stellt sich ein. Dadurch wäre das Überleben einer Spezies auf ewige Zeiten gesichert.

## Die Hypothese
Im Kontrast dazu, postuliert die Species-Clock-Hypothese nicht nur eine Telomererosion im Laufe eines Lebens, sondern auch zwischen den Generationen einer Spezies. Der komplette „Telomerreset“ im Embryo findet also nicht statt, es bleibt ein kleiner Telomerverlust von einer Generation zur nächsten. Ein interessantes Indiz dafür, dass Telomere über Generationen einer Spezies nicht stabil bleiben, ist, dass Fehlgeburten bzw. Säuglinge mit numerischen Chromosomenaberrationen mit dem Alter der Mutter assoziiert sind. Das Alter des Vaters spielt bei chromosomalen Aberrationen keine Rolle. Ein bekanntes Beispiel für dieses Phänomen ist die Trisomie 21 oder auch Down-Syndrom genannt. Eine der häufigsten Ursachen für Abweichungen der Chromosomenzahl ist die Telomer Erosion. Mehrere wissenschaftliche Studien haben belegt, dass die Eizellen von älteren Frauen großteils aneuploid sind. Während also das Alter der Mutter einen negativen Effekt auf die Chromosomen und möglicherweise auch die Telomere der Nachkommen hat, kamen Wissenschaftler bei den Vätern zu überraschenden Resultaten, dass nämlich alte Väter zu Kindern mit längeren Telomeren führen. Es wird derzeit in der Fachwelt spekuliert, ob die hohen Telomerasespiegel in den männlichen Hoden die Ursache dafür sind.

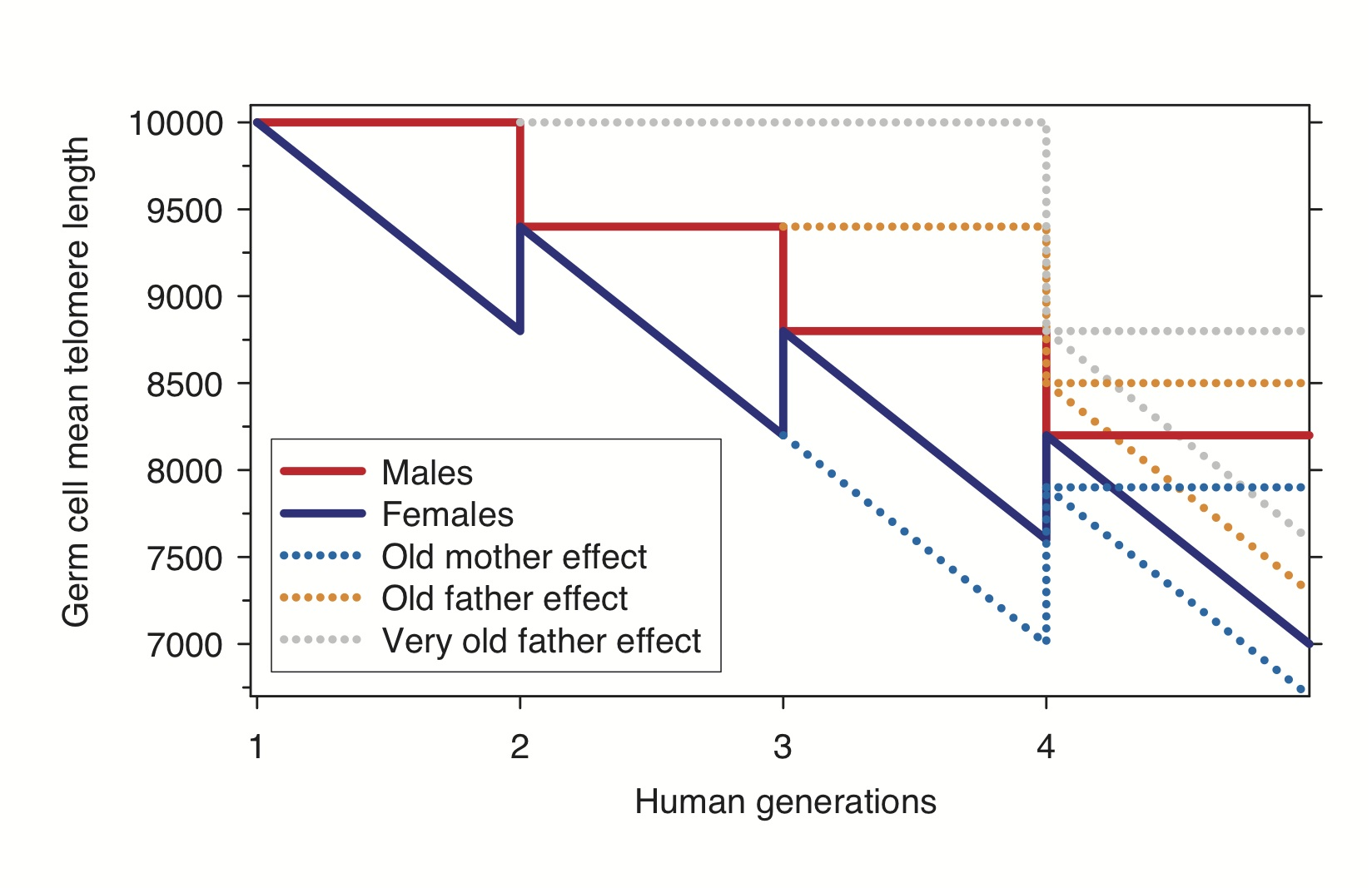
Hypothese: Telomer Erosion in der weiblichen Keimbahn über Generationen führt zu dem beobachteten Effekt dass alte Väter Kinder mit langen Telomeren haben.

Es wurde somit von mehreren wissenschaftlichen Arbeitsgruppen gezeigt, dass Telomere von einer zur nächsten Generation nicht stabil bleiben, sonst gäbe es auch diesen positiven Effekt von alten Vätern auf die Telomerlänge der Kinder nicht. Reinhard Stindl hat im Gegensatz zum anerkannten Erklärungsmodell, dass die Telomere in den Hoden von alten Männern aufgrund von hoher Telomeraseeinwirkung länger sind, postuliert, dass es sich dabei nur um eine Scheinverlängerung handelt. Es erscheint nämlich äußerst unwahrscheinlich, dass bei sehr alten Männern irgendetwas besser wird, vor allem was die biologische Fitness betrifft. Stindl geht davon aus, dass die Telomere in den weiblichen Keimzellen massiv erodieren und dass alte Väter nur deshalb einen „Telomervorteil“ haben, weil sie einer früheren Generation angehören. Sie haben also 1-2 Generationen übersprungen, im Vergleich zu einem 20-jährigen Vater. Der scheinbare „Telomergewinn“ von Kindern mit alten Vätern, wäre also ein Indiz für einen Telomerverlust zwischen den Generationen (in der weiblichen Keimbahn).
Im Laufe der Generationen wird nun, insbesondere durch die Telomerverkürzung der Eizellen, die durchschnittliche Telomerlänge einer Population sukzessive kürzer. Kommt es in der Population dann zu einer signifikant kurzen Telomerlänge an gewissen Chromosomen, werden die Individuen krankheitsanfällig und neigen z. B. zu Krebserkrankungen oder Infekten. Dadurch ergibt sich eine massive Dezimierung der Population. Es ist in diesem Zusammenhang bemerkenswert, dass beim Menschen eine charakteristische Verteilung von kurzen Telomeren an bestimmten Chromosomen gefunden wurde. Aus diesem Grund würden somit viele Individuen unabhängig voneinander die gleichen chromosomalen Veränderungen, z. B. die Fusion von zwei bestimmten Chromosomen in ihren Keimzellen zeigen. Bei der Befruchtung der Eizelle durch ein Spermium würde dann eine diploide Zelle entstehen, deren Chromosomenanzahl um die Zahl 2 reduziert wäre. Eine neue Spezies entsteht oder zumindest eine neue chromosomale Rasse. Ein mögliches Beispiel für so einen Prozess wäre das Hauspferd, das 64 Chromosomen hat im Unterschied zum Przewalski-Wildpferd mit 66 Chromosomen.
Aufgrund der Dezimierung der Population durch die allgemeine Krankheitsanfälligkeit (Krebs, Immunschwäche, Infekte) und eine Abnahme der Fruchtbarkeit geht die Population durch einen genetischen Flaschenhals. Dabei ist ein gewisser Grad von Inzucht unvermeidbar. Diese wirkt nun über einen noch unbekannten Mechanismus auf die Telomere vergrößernd bzw. verlängernd. Passend zu dieser Hypothese hat sich gezeigt, dass Labormäuse, die durch Inzucht entstanden sind, bis zu 10 × so lange Telomere haben, wie ihre natürlichen Artgenossen.

## Experimentelle Verifizierung
Der von Stindl vorgeschlagene, grundlegende Ansatz für Experimente ist, die Telomerlänge von gefährdeten Arten zu messen und in Relation zu setzen zur Telomerlänge von nicht gefährdeten verwandten Arten. Auch wenn es viele andere Ursachen für das Aussterben von Arten gibt, sollte sich ein eindeutiger Trend abzeichnen. Ein vielversprechender Kandidat wäre die Honigbiene (Apis mellifera), weil die Wissenschaft bisher keine überzeugende Ursache für das Bienensterben und das schwache Immunsystem der erwachsenen Bienen gefunden hat. In einer Untersuchung an Waldeidechsen (Zootoca vivipara) fand eine französische Arbeitsgruppe 2017, dass dem Aussterben von Populationen dieser Art nahe ihrer südlichen Verbreitungsgrenze (mutmaßlich aufgrund des Klimawandels) eine Verkürzung der Telomere jeweils einige Jahre voranging, diese also einen möglichen (proximaten) Mechanismus darstellt, der letztlich zum Aussterben führt.